# Matías Defederico
Matías Adrián Defederico (Buenos Aires, 23 agosto 1989) è un ex calciatore argentino, di origini italiane, di ruolo centrocampista.

## Caratteristiche tecniche
Defederico è un calciatore molto rapido e dotato di grande tecnica. Può giocare sia da trequartista che da seconda punta. È bravo nel fornire assist e nel dribbling, mentre pecca un po' in zona gol. È mancino ed è stato paragonato a Lionel Messi.

## Carriera

### Club
Cresciuto nelle giovanili dell'Huracán, debutta in prima squadra il 18 agosto 2007 nel match interno contro il Tigre, terminato 0-0.
Diviene un punto fermo della squadra a partire dal Clausura 2009, sotto la guida dell'allenatore Ángel Cappa. Assieme ad Javier Pastore, ha formato una coppia d'attacco definita fantastica dalla stampa argentina.
Il 29 agosto 2009, è stato ufficializzato il suo passaggio al club brasiliano del Corinthians.
Il 31 dicembre 2010 passa in prestito all'Independiente, squadra che tifa.
Il 17 giugno 2015 passa a titolo definitivo all'Eskişehirspor, in Turchia.
Nel 2016 partecipa alla terza edizione dell'Indian Super League segnando subito all'esordio nella partita contro il Pune City.

### Nazionale
Debutta nella Nazionale maggiore argentina il 20 maggio 2009 nell'amichevole contro Panama, terminata 3-1, realizzando il primo gol dell'incontro.

## Palmarès

### Club

#### Competizioni nazionali
- Coppa del Brasile: 1

Corinthians: 2009

#### Competizioni statali
- Campionato paulista: 1

Corinthians: 2009